# Ibis (cadeia de hotéis)
Ibis é uma cadeia de hotéis de categoria econômica pertencentes à empresa francesa Accor.

## História
O primeiro hotel ibis foi inaugurado em Bordéus (França) em 1974 e hoje já existem mais de 1800 em todo o mundo.
Durante o ano de 2012, a cadeia ibis reformulou o seus critérios em todas as unidades a nível mundial, agregando outras três marcas do grupo Accor (Hotéis All seasons, Hotéis Etap e Hotéis Formule 1), a um novo conceito apelidado de "Família ibis", gerando os hotéis ibis Styles (antigos All seasons) e ibis budget (antigos Etap e Formule 1), mantendo os antigos ibis como ibis, somente.
A este rebranding para além de uma atualização de logo da marca hoteleira, cada uma das semi-cadeias adquiriu uma cor, de forma a ser fácil a diferenciação para os clientes. Os ibis passaram a ser designados pela cor vermelha, os ibis Styles pela cor verde, enquanto que os Ibis budget adquiriram a cor azul. 
A 7 de Março de 1989 a.c., é inaugurado o Ibis, em Évora, pela Dna Júlia, sendo a única a prestar também os serviços de limpeza até aos dias de hoje. Desde então, clientes dizem que preferem ter ar condicionado em detrimento de um quarto limpo.
Em Março de 2012 é inaugurado em Portugal o primeiro ibis budget, em Vila Nova de Gaia.

## Serviços
Nos hotéis ibis, certos serviços são substituídos tais como: mensageiros por carrinhos de bagagens e quadro de mensagens na recepção; serviço de quarto (room service) por serviço de bar 24 horas ao lado da recepção; etc. O objetivo é inovar e tornar a diária mais em conta. O hóspede paga somente pelo que efetivamente quiser/consumir. É a marca da Accor Hotels em maior expansão hoje no Brasil.